# Axel Boëthius
Carl Axel Boëthius, född 18 juli 1889 i Arvika församling, död 7 maj 1969, var en svensk arkeolog, professor och rektor för Göteborgs högskola 1946-1951.

## Biografi
Boëthius blev filosofie magister i Uppsala 1914, filosofie licentiat samma år, filosofie doktor 1918 och var docent i klassisk fornkunskap och antikens historia 1918–1925. Han kom att tillsammans med historikern Olof Palme delta i finska inbördeskriget i Svenska brigaden. Därefter ägnade han sig åt grekisk arkeologi och deltog 1921–1922 i de utgrävningar i Mykene som det brittiska institutet i Aten företog. Han var tillsammans med Gösta Bagge medredaktör i Svensk tidskrift 1923–1924.
År 1925 utsågs han till föreståndare för Svenska Institutet i Rom, där han erhöll professors titel 1927. Under hans ledning vann institutet internationell berömmelse på grund av sin vetenskapliga verksamhet. Han deltog i och ledde delvis utgrävningarna av ett latinskt stadssamhälle i Ardea i den italienska statens regi 1930–1934. Han hade goda kontakter med det italienska hovet och ordnade så att den svenske kronprinsen, senare kung Gustaf VI Adolf, kunde medverka i utgrävningar.
År 1927 erhöll Axel Boëthius professors namn och blev 1933 medlem av Pontificia Accademia Romana di Archaeologia. År 1935 blev han professor i klassisk arkeologi och antikens historia vid Göteborgs högskola. År 1938 blev han ledamot av Vetenskaps- och vitterhetssamhället och 1941 av Vitterhetsakademin. 1946 utsågs han till rektor för Göteborgs högskola och innehade detta ämbete till 1951.
Han var verksam även i USA:s akademiska miljöer. Han har även skrivit ett flertal böcker, varibland märks Die Pythaïs (1918, disputation), Greklands historia (i Bonniers illustrerade världshistoria 1926), samt Det förhistoriska Grekland (i Världshistorien 1927).
Boëthius mottog Göteborgs stads förtjänsttecken den 4 juni 1952.
Axel Boëthius var son till professor Simon Boëthius och far till konstnären och författaren Renata Wrede. Han är begravd på Uppsala gamla kyrkogård.